# النا خام
النا خام (به انگلیسی: Elena Undone) فیلمی محصول سال ۲۰۱۰ و به کارگردانی نیکول کان است. در این فیلم بازیگرانی همچون نکار زادگان، تریسی دینیویدی، گری ویکس، سم هریس ایفای نقش کرده‌اند.